# Iffwil
Iffwil est une commune suisse du canton de Berne, située dans l'arrondissement administratif de Berne-Mittelland, dans le district de Fraubrunnen.

## Géographie
La commune se situe sur le plateau de Rapperswil, à 4,3 km au sud-ouest de Fraubrunnen et à 7,4 km au sud-ouest d'Aefligen. Le village est au carrefour des routes Jegenstorf-Scheunen et Münchenbuchsee-Mülchi. 
Son territoire s'étend sur 5,06 km2. Il compte en 2009 55,8 % de surfaces agricoles, 36,3 % de surfaces boisées et 7,9 % de surfaces d'habitat et d'infrastructures.

## Toponymie
Le nom de la commune se compose d'un nom de personne (Iffo) et du suffixe vieux haut allemand -wīlāri, qui désigne un petit village.
La plus ancienne occurrence écrite du toponyme date de 1148, sous la forme de Iffenwilere.

## Démographie
La commune compte 445 habitants au 31 décembre 2023, pour une densité de population de 88 hab/km2.
Elle comptait 193 habitants en 1764, 374 en 1850, 390 en 1870, 339 en 1900, 369 en 1920, 329 en 1950 et 413 en 2000.
Elle recensait 7,4 % d'étrangers au 31 décembre 2018.
En 2000, 98,2 % de la population indiquait l'allemand comme langue principale.

Au 31 décembre 2019, 2,93 % des résidents bénéficiaient de l'aide sociale.

Photo aérienne par Walter Mittelholzer (1931)

## Économie
Le village a perdu son caractère essentiellement agricole et artisanal en raison de la proximité de l'agglomération bernoise, notamment à la suite de la construction des quartiers de Bergacker et Dorf à partir de 1965.
La commune compte 161 emplois au 31 décembre 2018 : 63 dans le secteur primaire, 10 dans le secteur secondaire et 88 dans le secteur tertiaire. Environ deux tiers des habitants sont des pendulaires.

## Histoire
Au XIIIe siècle, les comtes de Kibourg, les seigneurs de Jegistorf et ceux de Seedorf, entre autres, possèdent des terres à Iffwil. 
Ils font des donations au couvent de Fraubrunnen et à l'abbaye de Frienisberg, laquelle revend des biens et la basse juridiction à des bourgeois de Berne en 1332. Entre 1334 et 1361, ces droits passent pour la plupart à l'hôpital du bas à Berne (grand hôpital dès 1715), qui fit rend la justice par un membre de son directoire.